# 吴家驹
吴家驹（？—？），江西南丰人，清朝政治人物。举人出身。
吴家驹曾于1764年接替杨长林任华亭县知县一职，1767年由曾鸿远接任。